# HK HK4手槍

## 概論
HK4是德國的黑克勒-科赫在1967年首度的推出手槍產品，於1968年正式上市，生產至1984年為止，期間共生產了大約3萬8千把。其中有1.2萬把被交給西德警方以及政府部門的幹員使用，這批使用.32 ACP（7.65×17mm Browning SR）口徑彈藥的槍枝被賦予了P11的制式編號。
HK4的基本設計據信是來自於毛瑟 HSC。名稱中的"4"，象徵本槍可以模組化的使用四種不同口徑的彈藥。藉由更換槍管、彈匣以及部分零件，本槍可以同時採用 .22 Long Rifle（.22 LR，需額外替換撞針周邊零件）、.25 ACP（6.35x16mmSR）、.32 ACP (7.65×17mm Browning SR)、.380 ACP（9×17mm Short）。完整的套裝裡同時包含了這些所需的槍管等零件。
除了HK本身以外，法國的MAS槍廠也曾經生產過本槍的授權品，並交給駐守於西柏林的制服警察使用。因為在當時的條約中，柏林駐警禁止使用德國製的武器，所以使用此種繞了一圈的方式，來取得實際上也是德國授權的HK4。而這批由MAS所生產的HK4，約有500把後來被銷售到美國。不過外銷美國的款式僅配有.32 ACP以及.38 ACP兩種口徑。 

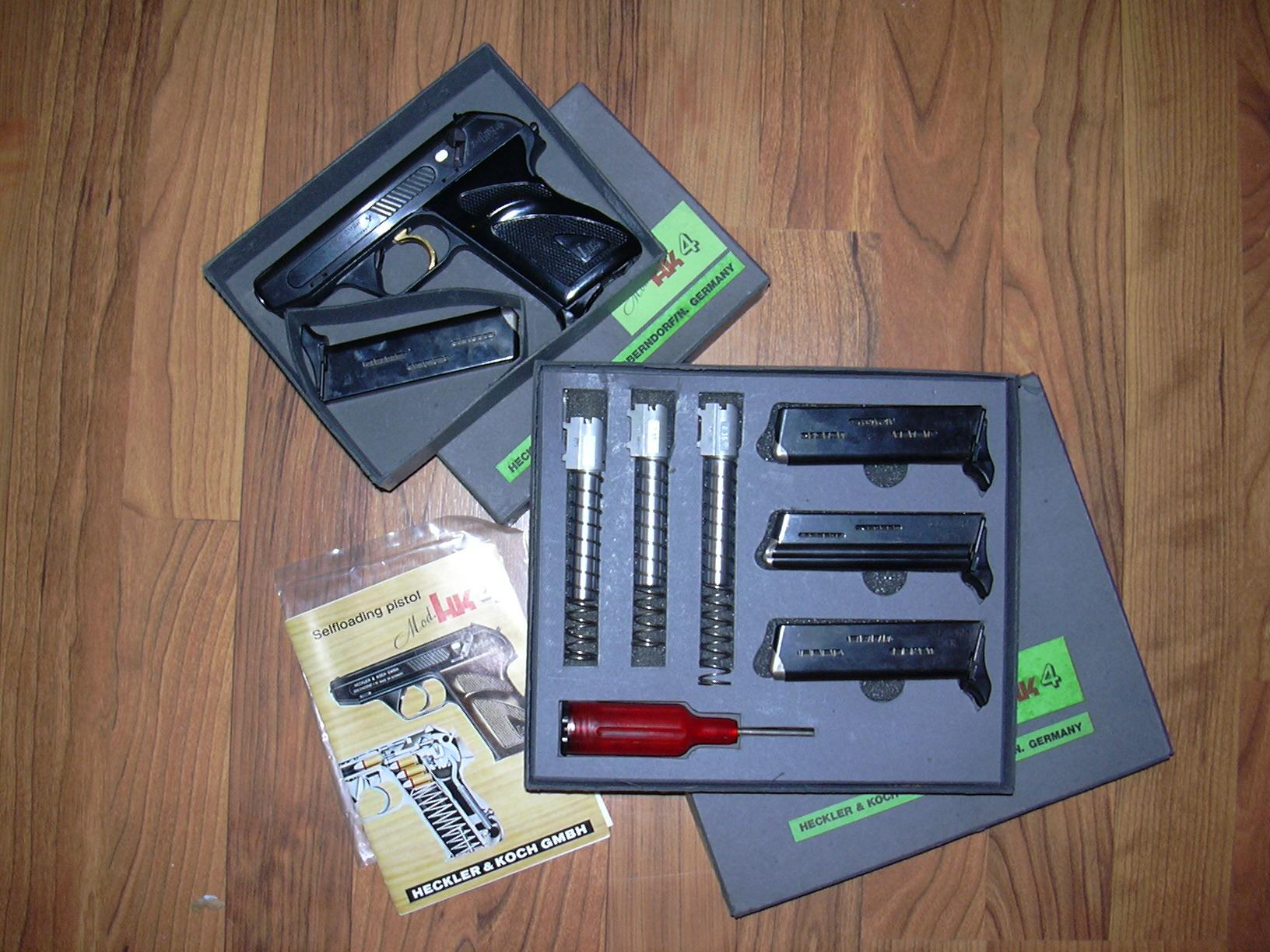
HK 4完整套裝

## 採用國家
- 德国－各種警察單位
- 摩洛哥
- 乌拉圭
- 委內瑞拉
- 中華民國 警方分局長配槍

## 外部連結
- Modern Firearms
- H&K HK4 Annex（页面存档备份，存于）
- HKPro（页面存档备份，存于）
- the arms site（页面存档备份，存于）